# Dance Dance Revolution
 (décembre 2018).
Si vous disposez d'ouvrages ou d'articles de référence ou si vous connaissez des sites web de qualité traitant du thème abordé ici, merci de compléter l'article en donnant les références utiles à sa vérifiabilité et en les liant à la section « Notes et références ».
Pour les articles homonymes, voir DDR.
Dance Dance Revolution (ダンスダンスレボリューション, Dansudansureboryūshon), ou DDR, est un jeu vidéo qui se joue avec les pieds. Il a été créé sous forme de jeu d'arcade par Konami au Japon en 1998 sur le système Bemani System 573 Analog (en). Depuis, de nombreuses variations sont apparues, par exemple des versions auxquelles on peut jouer chez soi. Jusqu'à 2008, les versions européennes du jeu et certaines versions japonaises sont connues sous le nom Dancing Stage.

## Principe du jeu
Dance Dance Revolution consiste à « danser » avec ses pieds une chorégraphie préenregistrée et affichée sur un écran.
Le joueur dispose d'un tapis de danse ou une plate-forme comportant quatre boutons sur lesquels des flèches sont dessinées (haut, bas, gauche, droite), et sur lesquels il peut marcher (certaines versions comportent quatre flèches supplémentaires, haut-gauche, haut-droite, bas-gauche, bas-droite). Au cours du jeu, une musique, en général assez rythmée, est jouée, et des flèches défilent de bas en haut sur l'écran. Le joueur doit appuyer avec ses pieds sur les boutons correspondants de la plate-forme lorsque les flèches atteignent un repère constitué de flèches fixes en haut de l'écran. Certains pas comportent deux flèches simultanées (sauts), d'autres imposent au joueur de garder le pied appuyé sur le bouton un certain temps (freeze). Le défilement des flèches est en général en rythme avec la musique, ce qui crée la chorégraphie.
Pour chaque flèche, le jeu affiche une appréciation en fonction du décalage entre le moment où le joueur aurait dû faire le pas et le moment où il l'a réellement fait (ou non). De la meilleure à la moins bonne, ces appréciations sont PERFECT, GREAT, GOOD, BOO et MISS (dans certaines versions BOO est remplacé par ALMOST et MISS par BOO ; on trouve parfois aussi MARVELOUS, qui est mieux que PERFECT). Une succession de PERFECT et de GREAT (ou de MARVELOUS dans certaines versions) constitue un combo. Une barre de progression située en haut de l'écran est modifiée à chaque flèche : un pas noté PERFECT, GREAT ou GOOD la fait augmenter, un pas noté BOO ou MISS la fait diminuer. Si la barre arrive à zero, le joueur a perdu.
Si le joueur arrive à la fin de la musique sans perdre, un récapitulatif s'affiche, contenant les différentes appréciations obtenues, la longueur du plus long combo, une appréciation générale sous la forme d'une lettre de A à E, également AA ou AAA en cas de prestation exceptionnelle. Il est également possible d'obtenir AAAA lorsque le timing MARVELOUS est présent (AAAA étant meilleur qu'AAA qui lui-même est meilleur qu'AA), et le score total se mesure en dizaines de millions, par exemple 44 567 435. Cette notation n'est effective que depuis le 5e mix, les précédentes versions utilisant une notation différente.
Chaque chanson a sa propre vitesse et sa propre difficulté, la plus lente allant à 50 BPM (I'll make love to you (LH MUSIC CREATION)) et la plus rapide allant à 400 BPM (Fascination MaxX (100-200-400) // Fascination ~eternal love mix~ (2MB)). Cependant, sur certaines chansons, le tempo varie pendant la chanson (Sakura (RevenG) 14 - 300BPM). Sur les versions les plus récentes du jeu, le joueur peut décider s'il se met en x1 c’est-à-dire que les flèches défileront à leur vitesse normale. S'il se met en x1.5, elle défileront 1.5x plus vite que leur vitesse de base et ainsi de suite jusqu'en x8. Avec ces options, seule la vitesse de défilement change, la musique restant toujours au même rythme. Souvent les joueurs font les chansons en x1.5 ou x2 pour mieux visualiser les pas. La méthode générale est de regarder le tempo de la chanson et de choisir un multiplicateur tel que le produit multiplicateur * tempo soit proche de 300-350 BPM.
Les morceaux ont également un nombre de pas illustrés sous la forme de pieds. Le nombre de pas correspond à la difficulté du morceau. Les morceaux les plus difficiles ont dix pas ; les morceaux d'un seul pas sont typiquement réservés pour les morceaux de difficulté « Beginner ». Cependant, cette méthode de classement de la difficulté a évolué avec DDR X, où la difficulté maximale est maintenant de 19 pas (Valkyrie dimension (Spriggan)).
Outre la façon de jouer dite "classique", les joueurs ont inventé de nouvelles façons d'exploiter le jeu. C'est ainsi que l'on distingue le « score », qui consiste à suivre le principe de base pour obtenir le plus de points, du « style », qui ajoute un aspect artistique au jeu. Un joueur de « style » ne cherchera pas à effectuer des morceaux de plus en plus difficiles, mais à faire une chorégraphie la plus belle possible, dans laquelle il se servira de tout son corps, voir ajoutera une mise en scène, ou un costume. Ce genre de prestation est alors moins impressionnant, mais plus esthétique, les joueurs apprenant souvent les pas par cœur pour ne pas avoir a rester tournés vers l'écran. Le « freestyle » est une variante du style, qui consiste à improviser totalement sa chorégraphie.

## Versions

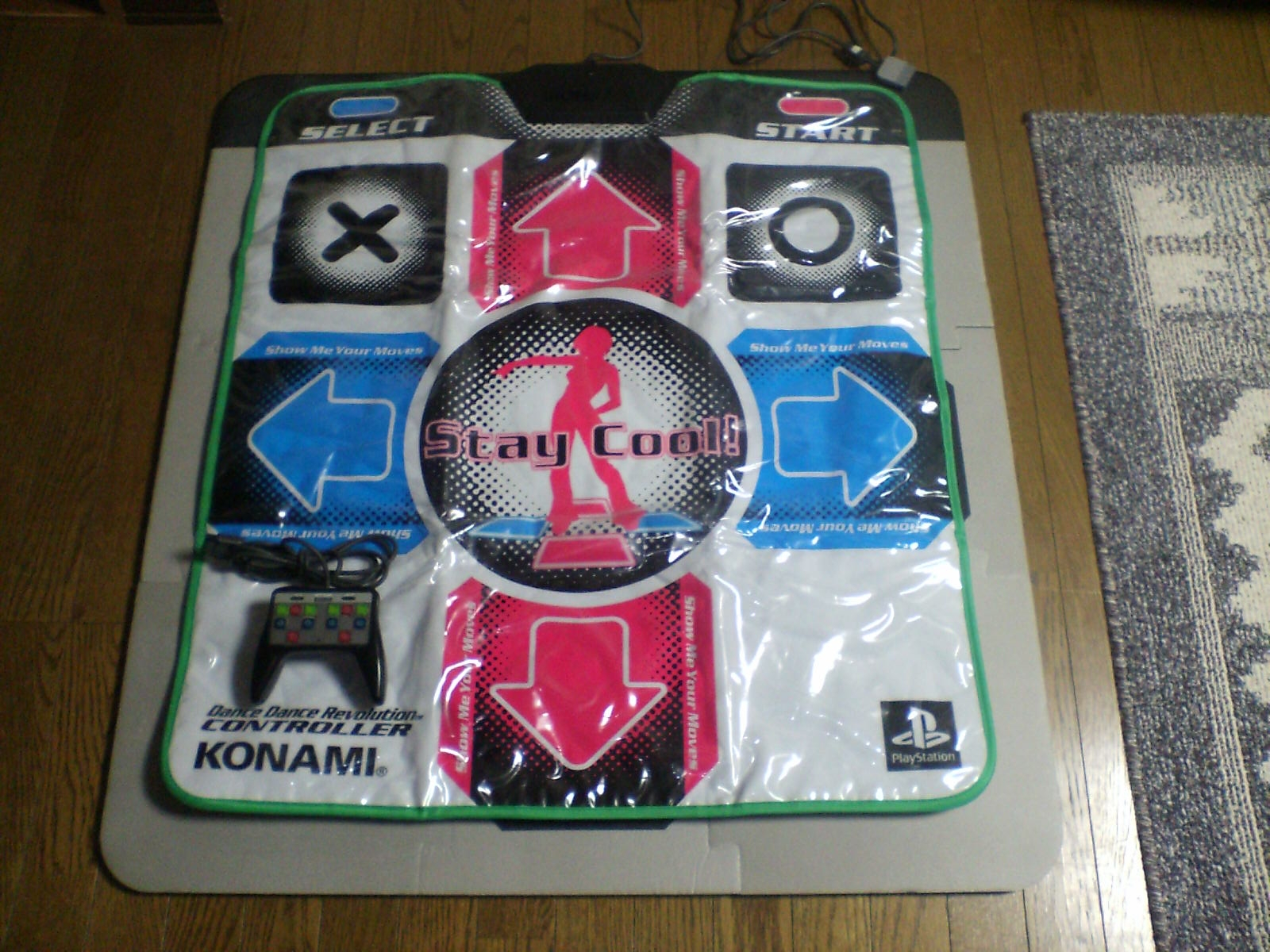
Le tapis de jeu de la version PlayStation.

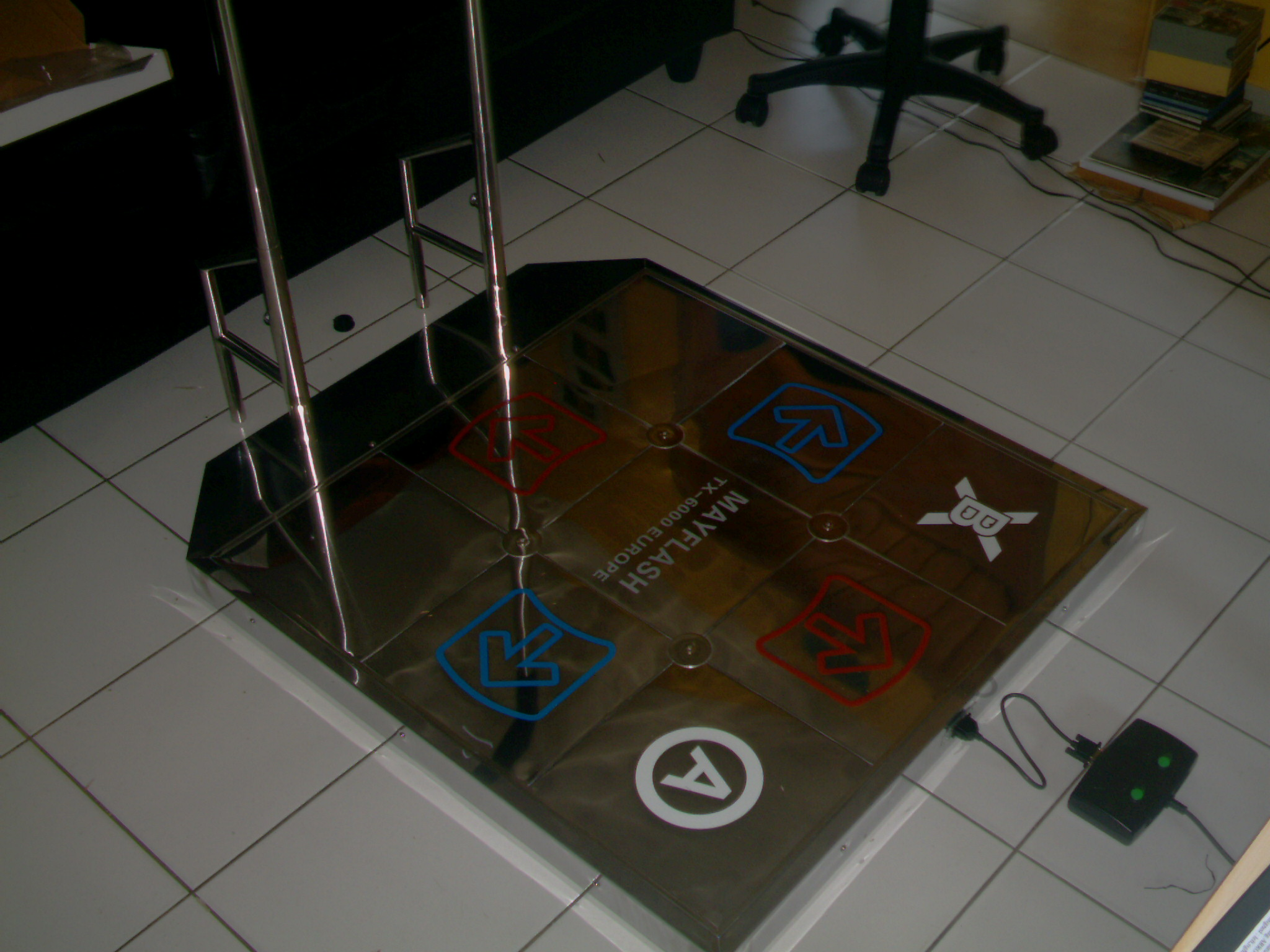
Tapis de jeu en metal (Mayflash TX 6000) pour la maison compatible PC, Xbox et PlayStation 2.

Les jeux Dance Dance Revolution se divisent en deux versions principales, les jeux sortis sur borne d’arcade et ceux sur consoles. Certains jeux consoles utilisent des éléments issus des jeux d’arcades, tel que les musiques de menus ou les graphismes. Par exemple, le jeu console Dancing Stage Fever utilise l'interface du jeu d’arcade DDRMAX2.
En Europe, les jeux Dance Dance Revolution, son disponible sur PlayStation, PlayStation 2, PlayStation 3, GameCube, Wii, Xbox, et Xbox 360. Au japon, des jeux sont sortis sur Dreamcast, Nintendo 64, et Game Boy Color.
D’autres versions exportent le jeu au travers d’autres formats. Sur mobile, avec par exemple Dance Dance Revolution S, ou en Plug and Play, avec DanceDanceRevolution Classic Mini.

## La borne arcade
La borne DDR dans les salles de jeux est assez particulière, par rapport à d'autres bornes plus traditionnelles.
On y trouve généralement deux plates-formes métalliques chacune équipées d'une barre à l'arrière et reliées ensemble. Sur chaque plate-forme, il y a quatre cases représentant des flèches, une dans chaque direction.
La base de la borne proprement dite est composée du monnayeur, encadré par deux grands haut-parleurs sur les côtés. Juste au-dessus se trouvent les boutons gauche/validation/droite de chaque joueur, permettant de sélectionner le mode de jeu et la chanson; ces boutons sont placés juste en bas de l'écran.
Au-dessus de celui-ci est placée la "marquee" (bannière éclairée sur laquelle est inscrite le nom du jeu), avec sur les côtés deux haut-parleurs supplémentaires et quatre spots lumineux.
L'ensemble des quatre enceintes forme un système sonore de qualité presque digne d'une discothèque. Les spots ainsi que des néons roses placés sur les haut-parleurs du bas clignotent au rythme de la musique, et les cases fléchées s'allument lorsque le joueur appuie dessus.

## Versions du jeu
Pour les versions bornes d'arcade et consoles, Konami a sorti différentes versions sous forme de mix. Ces versions se distinguent essentiellement par les musiques proposées, les fonctionnalités, et l'aspect visuel de l'interface. Remarquons aussi que la difficulté va en augmentant, et que, chemin faisant, les chansons proposées dans les mixs furent de plus en plus dures.

### Versions européennes
Dancing Stage

Il s'agit de la première version du jeu pour l'Europe, sortie en 1999. Le jeu comprend 16 chansons, dont trois qui nécessite l'activation du mode Internet Ranking:
- "It's Like That" (reprise de la chanson par Run–DMC et Jason Nevins)
- "Last Thing on My Mind" par Step Ahead (reprise de la chanson par Bananarama)
- "Uh La La La" par Party All Night (reprise de la chanson par Alexia)

Dancing Stage EuroMix

Ce jeu fut sorti en août 2000 pour les arcades et le 1 juin 2001 pour la PlayStation, en utilisant le moteur de Dance Dance Revolution 3rdMix.
La version pour arcades comprend 34 chansons, tandis que la version PlayStation comprend 24 chansons. Cela inclut:
- 10 chansons par Dancemania (arcade)
- 8 chansons par Universal Music (arcade et PS)
- 10 chansons par Konami (arcade, PS et EuroMix 2)
- 6 chansons par Konami en prime
  - Pour l'arcade, il faut activer Internet Ranking pour déverrouiller ces pistes. EuroMix 2 inclut ces pistes sans déverrouillage.
  - Pour la PlayStation, EuroMix inclut "Let Them Move" et cinq pistes Konami exclusives.

Dancing Stage EuroMix 2

Ce jeu fut sorti exclusivement pour les arcades en septembre 2000, en utilisant le moteur de DDRMAX2 Dance Dance Revolution 7thMix. Une carte PC Card est obligatoire, et le mode Internet Ranking est absent.
On y retrouve 68 chansons, dont 52 nouvelles chansons: 9 par Dancemania, 10 par Zomba Records, et 33 par Konami. Les 16 anciennes chansons proviennent de Dancing Stage EuroMix.

Dancing Stage Fusion

Ce jeu fut sorti le 5 novembre 2004 pour la PlayStation et la PlayStation 2, et en avril 2005 pour les arcades. La version d'arcade fut la première à être propulsée par la PlayStation 2. Néanmoins, on n'y retrouve que 49 chansons, soit moins de chansons par rapport à EuroMix 2.

Dancing Stage SuperNova

Ce jeu fut sorti le 28 avril 2006 en Europe. On y retrouve 303 chansons.

Dance Dance Revolution X

Ce jeu pour arcades fut sorti le 3 juin 2009 en Europe pour célébrer le dixième anniversaire de Dance Dance Revolution. La borne utilise de nouveaux tapis, un écran plat 16/9e ainsi qu'une prise USB ou l'on peut brancher sa propre clé USB pour y importer ses propres edits. On note aussi les Shock Arrows, qui est un système similaire aux mines qu'on trouve sur Stepmania ou In The Groove, à la différence que quand on en touche un, on perd son combo, une bonne partie de sa lifebar et une disparition momentanée des flèches suivantes. La version internationale pour les arcades fut un scandale, question de qualité médiocre des machines.

Dance Dance Revolution X2

Ce jeu pour arcades fut sorti le 13 mai 2011 en Europe.

Dance Dance Revolution A

Ce jeu pour arcades fut sorti le 15 décembre 2017 en Europe.

### Autres versions
| Nom                                               | Format                         | Région                          | Date de sortie                          | Commentaires |
| ------------------------------------------------- | ------------------------------ | ------------------------------- | --------------------------------------- | --- |
| Dance Dance Revolution                            | Arcade, PlayStation            | Japon                           | 1998 (le 10 avril 1999 sur Playstation) | Le premier de la série. |
| Dance Dance Revolution 2nd Mix                    | Arcade, Dreamcast, PlayStation | Japon                           | 1998                                    | Principalement une version améliorée du 1er Mix. Contient un peu plus de chansons. |
| Dance Dance Revolution 3rd Mix                    | Arcade, PlayStation            | Japon                           | 1999                                    | Apparition de morceaux avec une difficulté de 9, ainsi que du mode non-stop, où une série de morceaux est sélectionnée au début et jouée sans interruption. C'est la première version à intégrer un décodeur MP3, permettant de faire tenir plus de chansons sur le CD de jeu. |
| Dancing Stage Euromix                             | Arcade, PlayStation            | Europe                          | 1999 (PlayStation 2001)                 | Version européenne du 3e mix. |
| Dance Dance Revolution 4th Mix                    | Arcade, PlayStation            | Japon                           | 2000                                    | Apparition des genres musicaux, permettant de réduire la liste des chansons proposées au genre choisi. |
| Dance Dance Revolution USA                        | Arcade                         | Amérique du Nord                | 2000                                    | 26 morceaux, extraits du 2e et du 3e mix. |
| Dance Dance Revolution 4th Mix Plus               | Arcade, PlayStation            | Japon                           | 2000                                    | Ajout de 14 morceaux supplémentaires par rapport au 4e mix, qui ont été repris dans le 5e mix. Apparition du genre « All music » (« Toutes les musiques »), permettant d'afficher tous les morceaux dans la liste des chansons proposées. |
| Dance Dance Revolution GB2                        | Game Boy Color                 | Japon                           | 2000                                    | Version pour console portable |
| Oha Suta Dance Dance Revolution                   | PlayStation                    | Japon                           | 2000                                    | Ou Oha Star Dance Dance Revolution, avec les chansons de l'émission télé pour enfants Oha Suta (Oha Star) |
| DDRMAX: Dance Dance Revolution 6th Mix            | Arcade, PS2                    | Japon                           | 2001                                    | Apparition des freeze, et premier morceau de difficulté 10 (MAX 300). Cependant, dans cette version, les niveaux de difficultés sont absents et remplacés par un « Groove Radar », permettant de juger les morceaux sur cinq paramètres, comme le nombre de sauts ou de freeze. |
| DDRMAX: Dance Dance Revolution                    | PS2                            | Amérique du Nord                | 2002                                    | Version américaine du DDRMAX, avec quelques morceaux de différent, et le mode Challenge en plus. Ce mode est similaire au mode non-stop, mais imposant au joueur de n'effectuer quasiment que des PERFECT et des GREAT, et de réussir tous ses freeze. Le score est remplacé par un compteur indiquant combien de temps le joueur a réussi à tenir sans perdre. |
| DDRMAX2: Dance Dance Revolution 7thMIX            | Arcade, PS2                    | Japon                           | 2002                                    | Apparition du mode Challenge dans une version arcade. Ce mix contient certains remix de morceaux présents dans des versions précédentes, disponibles uniquement en mode Challenge. |
| Dancing Stage Euromix 2                           | Arcade                         | Europe                          | 2002                                    | Version européenne du DDRMAX2 mais sans mode challenge et avec moins de morceaux. |
| Dancing Stage Party Edition                       | PlayStation                    | Europe                          | 2002                                    | Version console européenne du Konamix. |
| Dance Dance Revolution Extreme                    | Arcade, PS2                    | Japon, Amérique du Nord         | 2002 (arcade) 2003/2004(PS2)            | La version arcade fut exclusive au Japon et comptait 240 chansons, dont 16 sont verrouillées, 10 sont exclusives, et une (« Last Message ») est verrouillée et exclusive. Cette version fut piratée chez plusieurs arcades internationales, surtout en Amérique du Nord. En 2019, une version non officielle baptisée DDR Extreme Clarity ajoute des indicateurs de temps plus précis. En 2003, la version PS2 au Japon contient plus de 100 morceaux. Celle de l'Amérique du Nord, sortie en 2004, apporte une nouvelle interface, ainsi que des modes de jeu supplémentaire avec l'Eye Toy. |
| DDRMAX2: Dance Dance Revolution                   | PS2                            | Amérique du Nord                | 2003                                    | Version nordéaméricaine du DDRMAX2, mais sans mode challenge, et avec moins de morceaux. |
| Dancing Stage Megamix                             | PS2                            | Europe                          | 2003                                    | Version console européenne du DDRMAX2. |
| Dancing Stage Fever                               | PlayStation, PS2               | Europe                          | 2003                                    | Très semblable à Dancing Stage Megamix dans sa version PS2, mais avec des morceaux différents. La version PlayStation reprend l'interface de Dancing Stage Party Edition. |
| Dance Dance Revolution Party Collection           | PS2                            | Japon                           | 2003                                    | Contient 40 morceaux, certains repris de versions précédentes et quelques nouveaux. |
| Dancing Stage Unleashed                           | Xbox                           | Amérique du Nord, Europe        | 2003/2004                               | Presque identique à DDR Extreme, Max and Max 2, mais extensible avec des paquetages supplémentaires de Konami. Support de la fonctionnalité Xbox Live, qui permet de jouer contre d'autres personnes par Internet. DDR Ultramix aux États-Unis. |
| Dancing Stage Fusion                              | Arcade, PS2                    | Europe                          | 2004                                    | Version européenne de DDR Festival et Extreme US. |
| DDR Festival: Dance Dance Revolution              | PS2                            | Japon                           | 2004                                    | Contient 60 morceaux. Apparition de mini-jeux grâce à la caméra PS2 Eye-Toy. |
| Dancing Stage Unleashed 2                         | Xbox                           | Amérique du Nord, Europe        | 2004/2005                               | Le deuxième volet de la série Ultramix sur Xbox. Cette version a profité d'un système de menus totalement différent et réinventé, et a introduit de nouveaux modes de jeu dédiés au jeu en salon, regroupés sous la bannière de "Party Mode". |
| Dance Dance Revolution Extreme 2                  | PS2                            | Amérique du Nord                | 2005                                    | La suite de DDR Extreme. Le vrai moment de l'ajout du mode "Dance Master". |
| Dancing Stage Max                                 | PS2                            | Europe                          | 2005                                    | Version européenne de DDR Extreme 2. |
| Dancing Stage Mario Mix                           | GameCube                       | Europe                          | 2005                                    | Jouez avec Mario. Les morceaux sont des arrangements de musiques issues des jeux de Mario, et de musique classique. |
| Dancing Stage Unleashed 3                         | Xbox                           | Amérique du Nord, Europe        | 2005/2006                               | Contient 70 morceaux avec la possibilité de télécharger 60 morceaux tirés de DDR Ultramix et DDR ultramix 2 via le Xbox Live. Ajout des modes "freestyle" et "quest". |
| Dance Dance Revolution Strike                     | PS2                            | Japon                           | 2006                                    | Version japonaise de Dance Dance Revolution Extreme 2. |
| Dance Dance Revolution/Dancing Stage Super Nova   | Arcade, PS2                    | Japon, Amérique du Nord, Europe | 2006                                    | Contient 303 morceaux dans sa version arcade. Un 304e titre, "Beautiful Life", fut uniquement offert au Japon en 2006, du 13 septembre au 11 octobre, afin d'annoncer le film Backdancers! |
| Dance Dance Revolution Ultramix 4                 | Xbox                           | Amérique du Nord                | 2006                                    | |
| Dance Dance Revolution/Dancing Stage Super Nova 2 | Arcade, PS2                    | Japon, Amérique du Nord, Europe | 2007                                    | Nouvelle version de DDR Super Nova, avec ajout du système E-AMUSEMENT (similaire à celui de Beatmania IIDX) pour la version arcade. Celle-ci ne sortira pas en Europe à cause de certains composants interdits dans la borne. |
| Dance Dance Revolution/Dancing Stage Universe     | Xbox 360                       | Amérique du Nord, Europe        | 2007                                    | Première itération de la série DDR dans la nouvelle génération des consoles de jeu. 65 chansons et chansons téléchargeables en ligne. Multijoueur via Xbox Live. |
| Dance Dance Revolution/Dancing Stage Universe 2   | Xbox 360                       | Amérique du Nord, Europe        | 2007/2008                               | |
| Dancing Stage Hottest Party                       | Wii                            | Japon, Amérique du Nord, Europe | 2007/2008                               | Cette version utilise, en plus d'un tapis, les spécificités des manettes de la Wii. |
| Dancing Stage Hottest Party 2                     | Wii                            | Japon, Amérique du Nord, Europe | 2008/2009                               | Un Dancing Stage Hottest Party avec une précision de Gameplay légèrement améliorée ainsi que de nouvelles chansons. |
| Dance Dance Revolution X                          | Arcade, PS2                    | Japon, Amérique du Nord, Europe | 2008/2009                               | |
| Dance Dance Revolution X2                         | Arcade                         | Japon, Amérique du Nord, Europe | 2010/2011                               | |
| Dance Dance Revolution X3 VS 2ndMIX               | Arcade                         | Japon                           | 2012                                    | |
| Dance Dance Revolution (2013)                     | Arcade                         | Japon                           | 2013                                    | Les GOOD ne cassent désormais plus les combos. |
| Dance Dance Revolution (2014)                     | Arcade                         | Japon                           | 2014                                    | |
| Dance Dance Revolution A                          | Arcade                         | Japon, Amérique du Nord, Europe | 2016                                    | Dernière version actuellement disponible pour l'Europe. Étant la seule région sans serveurs E-AMUSEMENT, les bornes sont prévues pour fonctionner hors ligne, et ne disposent donc d'aucune sauvegarde des scores, ni des mises à jour. Contrairement a Dance Dance Revolution X2, qui proposait des menus intégralement en français, le jeu ne dispose que d'une traduction anglaise. |
| Dance Dance Revolution A20                        | Arcade                         | Japon, États-Unis               | 2019                                    | |

## Dance Dance Revolutionsur PC
Dance Dance Revolution a été adapté sur Windows, Linux et Mac OS via des logiciels freeware, en particulier Stepmania et Dance with Intensity. Bien que les tapis de danse commercialisés soient majoritairement destinés à la PlayStation, l'on peut s'en servir sur ordinateur via des adaptateurs USB. Tous les adaptateurs ne sont cependant pas compatibles avec les tapis de danse.
Konami a aussi sorti une version officielle de DDR pour PC, contenant des chansons du premier et deuxième mix.